# 김인동
김인동(金寅東, 1935년 12월 19일 ~ )은 지방자치제 부활 및 특별시 산하 구의 지자체 전환 이전에 관악구와 동작구 구청장을 지낸 공무원으로 서울시 상수도사업본부장을 마친뒤 1991년 지방선거에 출마 서울특별시의원을 지내고 서울특별시의정회 사무총장을 지낸 대한민국의 공무원, 정치인이다.

## 학력
- 1962 경희대학교 학사
- 1967 서울대학교 행정대학원 행정학 석사

## 경력
- 1969 ~ 1977 대통령비서실 홍보담당관
- 1980 ~ 1981 서울특별시 관악구 구청장
- 1981 ~ 1982 서울특별시 동작구 구청장
- 1983 ~ 1985 서울특별시청 교통국장
- 1986 ~ 1987 서울특별시청 내무국장
- 1988 제24회 서울 올림픽 준비단장
- 서울특별시청 기획관리실장
- 1991.07 ~ 1995.06 제3대 서울특별시의회 의원
- 1991 ~ 1991 제3대 서울특별시의회 운영위원회 위원장
- 1993.07 ~ 1995.06 제3대 서울특별시의회 예산결산특별위원회 위원장

## 수상
- 1976 녹조근정훈장
- 1986 홍조근정훈장
- 1988 제8회 서울장애자올림픽대회 장애자올림픽 기장
- 1989 체육훈장 맹호장

## 역대 선거 결과
|  | 43.7% |

|  | 8.93% |